# میرنا مداکوویچ
میرنا مداکوویچ (کرواتی: Mirna Medaković؛ زادهٔ ۲۰ ژوئن ۱۹۸۵) بازیگر، و بازیگر سینما اهل کرواسی است. وی از سال ۲۰۰۴ میلادی تاکنون مشغول فعالیت بوده‌است.